# ソー・イン・ラヴ
「ソー・イン・ラヴ」（So in Love）は、コール・ポーター作曲のミュージカル・ナンバー。ジャズのスタンダード・ナンバーにもなった。

## 概要
1948年、ミュージカル『キス・ミー・ケイト』の劇中歌として作曲された。ミュージカルで、パトリシア・モリソンが歌ったのが最初である。
その後、パティ・ペイジのレコード録音をはじめとして、エラ・フィッツジェラルドらのジャズ歌手の活躍により、ジャズのスタンダードナンバーとして定着する。有名な歌手がこの曲を取り上げ、演奏・録音を行っている。歌手なしの器楽のみによる演奏も行われている。
日本においては、ピアノ協奏曲風にアレンジされたモートン・グールド楽団の演奏が、NETテレビ⇒テレビ朝日の『日曜洋画劇場』エンディングテーマに、1967年4月9日の番組開始から1999年3月28日まで使用された。「日曜洋画劇場のエンディングテーマ」として、日本では認識度が上がるが、元からのクラシック曲として勘違いされるにいたる。例えば、クラシックの著名なピアニストである中村紘子は、これをセルゲイ・ラフマニノフの作品と勘違いしていたと『題名のない音楽会』で告白している。

## カバー
- ダイナ・ショア
- ジュリー・アンドリュース
- モートン・グールド
- チック・コリア
- エラ・フィッツジェラルド
- エディ・フィッシャー
- パティ・ペイジ
- ハンプトン・ホーズ
- k.d.ラング
- ジュリー・ロンドン